# Трибеч
Три́беч (словац. Tribeč) — горный массив в центральной Словакии, расположен на территории Фатранско-Татранской области. Наивысшая точка — гора Вельки Трибеч, 829 м. Трибеч покрыт в основном буковыми лесами. На территории Трибеча находится заповедник Понитрье.

## Достопримечательности
- Термальные бассейны Мале Бьелице, Полны Кесов
- Замки Топольчьянки, Скицов, Вельке Угерце
- Развалины замков Гимеш, Грушов, Михалов, Опоницки Град